# 奇蹟がくれた数式
『奇蹟がくれた数式』（きせきがくれたすうしき、原題:The Man Who Knew Infinity）は、2015年にイギリスで製作され、2016年に公開された、シュリニヴァーサ・ラマヌジャンの伝記映画である。
監督はマシュー・ブラウン、主演はデーヴ・パテールが務めた。本作はロバート・カニーゲルが1991年に上梓した『無限の天才 夭折の数学者・ラマヌジャン』を原作としている。

## あらすじ
インドマドラス（現・チェンナイ）、数学者であるラマヌジャンは極めて優れた直観によって様々な定理を発見した。しかし、数学者としての正式な訓練を受けていなかったがために、証明には数多くの不備があったので、ラマヌジャンは学界から黙殺されそうになった。そんなラマヌジャンに目を付けた人物こそ、ケンブリッジ大学の数学者、ゴッドフレイ・ハロルド・ハーディであった。

## キャスト
- デーヴ・パテール - シュリニヴァーサ・ラマヌジャン
- ジェレミー・アイアンズ - ゴッドフレイ・ハロルド・ハーディ
- トビー・ジョーンズ - ジョン・エデンサー・リトルウッド
- スティーヴン・フライ - フランシス・スプリング
- ジェレミー・ノーサム - バートランド・ラッセル
- ケヴィン・マクナリー - マクマホン
- エンゾ・シレンティ - 研究者
- デヴィカ・バイス - ジャナキ

## 製作
当初、ラマヌジャン役にはR・マドハヴァンが起用される予定だったが、「国際的に知名度の高い俳優を起用したい」という製作側の意向を受けてデーヴ・パテールがラマヌジャンを演じることになった。
マンジュル・バルガヴァ（フィールズ賞受賞者）とケン・オノ（グッゲンハイム・フェローシップ保有者）が本作における数学の描写を監修し、副プロデューサーとしてクレジットされている。
本作の主要撮影は2014年8月にトリニティ・カレッジで始まった。

## 公開
本作は2015年9月に開催された第40回トロント国際映画祭のガラ・プレゼンテーションに出品された。他にもチューリッヒ映画祭、シンガポール国際映画祭、ドバイ国際映画祭で上映が行われた。

## 評価
数学者のジョージ・アンドリューズは「ラマヌジャンとハーディの深い関係に心打たれた」と述べている。